# إيزابيلا (ميزوري)
إيزابيلا (بالإنجليزية: Isabella)‏ هي إحدى المجتمعات الفردية (غير مصنفة) في ولاية ميزوري في الولايات المتحدة الأمريكية.